# フランス法
フランス法（フランスほう、仏: Droit français）は、フランスで発展し、適用されてきた法の総体を指す言葉である。

## 概要
フランス法は、英米法系と対比される大陸法系に属する。
フランス法の歴史は、フランク王国の成立に始まり、同じ大陸法系に属するドイツ法と密接な関係を有する。
フランス法は、ローマ法、教会法から多大な影響を受けつつも、独自の発展を遂げている。
「フランス法」という概念が文献に最初に登場したのは16世紀のことで、当時のフランス法の概念は、教会法やローマ法を含まず、王令、慣習法、パリ高等法院の判例を指していた。
フランス法において、「法」とは、伝統的に、自然法と実定法の両者を含むと解されていたが、20世紀以降、フランスにおける実定法に相当すると解されるようになった。
フランス法の体系は、講学上、私法 と公法 の二つに分けられるが、実務用語としては、民法、刑法及び行政法の3つの基本的な法領域があるといえる。欧州委員会の2005年11月の声明は、EU法は第4の法領域と考えるべきとしている。

## フランス法の歴史

### 古法時代
フランス革命より前のフランス法を「古法」という。
もともと476年にゲルマン人の一支族であるフランク人が西ローマ帝国を滅ぼしてフランク王国が成立するまでは、現在のフランス地域（ガリア）では、文明化された最初の法体系であるローマ法が適用されていた。フランク王国では、当初、ローマ帝国の市民であったラテン系先住民には旧来のローマ法を適用し、フランク人にはフランク法を適用する属人主義をとっていた。
843年 、フランク王国がローマ・カトリックを受容してラテン系先住民との宥和政策をとると、キリスト教を媒介としてフランク人とラテン系先住民は、（特にフランス南部では）徐々に融合していき、8世紀半ばカロリング朝が成立し、カール大帝が800年にローマ帝国皇帝の冠をローマ教皇から授かって皇帝理念の継承者となると、更にその傾向は強まっていった。
843年ヴェルダン条約によってフランク王国は西フランク王国・東フランク王国・中フランク王国の３つの王国に分割され、現在のフランス、ドイツ、イタリアの原形が成立したが、さらに870年中フランク王国が再分割されて西フランク王国と東フランク王国が成立したことによってドイツ法と区別されるフランス法の歴史が始まることになる。
西フランク王国末期になると、ラテン系先住民と融合が進み、当初の属人主義が崩れ、属地主義がとられるようになり、987年にカペー朝が成立する頃には、フランス北部ではゲルマン的慣習法が、フランス南部ではゲルマン法と混交した、卑俗法(Droit vulgaire)と呼ばれるローマ法が適用される傾向が表れ、それぞれの地域ごとに、封建領主が裁判権を行使していた。もっとも、封建制に存立基盤を有するカペー朝の王権は当初弱体であったため、ローマ法に由来する合理的で公平な教会法に基づく教会裁判所での裁判に服することを民衆は好んだ。このように、中世のフランスは、教会が支配する法、の時代であったといえる。
1100年頃ボローニャに法学校ができ、やがて大学へと発展して、1240年に註釈学派のアックルシウス（Accursius）によってローマ法大全の「標準注釈」(Glossa Ordinaria)が編纂されると、全ヨーロッパから留学生が集まるようになり、フランスでは、パリ大学で、ローマ法が教授されるようになった。当時の大学はローマ・カトリックは切っても切り離せぬ関係であった。このような背景の下、中世後半になると、ヴェネツィアを中心に商業が発達し、それがヨーロッパ全土に拡大していったが、このことが封建的な地域ごとの慣習法を忌避する機運を更に高め、国を超えて商人だけに適用される慣習法の発達を促すことになるが、フランスでは神聖ローマ帝国（ドイツ）に対抗するという政治的な理由から、フィリップ2世が1219年ローマ法の適用を禁止する。このことも後にフランス法固有の慣習法の存在を意識させる一因ともなる。
その後、14世紀になると封建制は解体を始め、徐々に王権に権力が集中し始める。まず、フィリップ4世は、教皇に対抗するため、1302年に聖職者、貴族、平民の代表者を集めて全国身分会議（l'États généraux）を開催し、1303年のアナーニ事件をはじめとするアヴィニョン捕囚をきっかけに教皇、ローマ・カトリック教会の権威は失墜し、教会法は徐々に影響力を低下させていった。また、ローマ法の研究が進む中、教会法は、カトリック信者でありさえすれば、地域どころか国を超えた普遍性を有するものとして一般法（jus commune、ユス・コムーネ）の概念を成立させた。フランスは、ローマ法との微妙な緊張関係を保ちつつもローマ法を継受(Rezeption)したのであった。
シャルル7世は、ジャン・ボダン、ニッコロ・マキャヴェッリの影響の下で、国王の主権の概念を持ち出し、1438年に教皇庁に対しフランス教会の自立を主張し、1454年にモンティル＝レ＝トゥールの王令を発し、フランス全土の慣習法の編纂を命じた。このことが後にイタリア起源のローマ法からの離脱を促す。
15世紀中頃、英国との100年戦争が終わると、封建制に基盤にしていた諸侯はその力を失い、その後、国王が自身の経済的基盤となる産業を保護する重商主義政策をとったことにより徐々にフランスの絶対王政は確立する。これに伴い、教会裁判所および封建領主の裁判所は衰退し、これに代わって国王の裁判所がその地位を確立したのである。
フランソワ1世は、1539年にヴィレル＝コトレの勅令よってフランス語を法及び行政の言語（公用語を参照）に選定した。このことが後にフランス法の独自性を自覚させることになる。
絶大な権力を得た国王は、全国身分会議を嫌い、1614年のブロワ会議を最後にこれを開催しなくなってしまうが、これを不満として貴族は、当時中世的特権が保障されていた裁判官という職業に目をつけ、官職売買によって裁判官となり、国王に対抗するようになった。そのため、高等法院は、賄賂と不正の温床となり、後のフランス革命においては、旧体制の不正のシンボルとなる。
16世紀中には、フランス国内のほとんどの慣習法の編纂作業が終わり、その結果適用範囲がその地域に限られている「局地慣習法」と適用範囲の広い「普通慣習法」の違いがあることが判明した。普通慣習法の中でも、とりわけ重要なものを「大慣習法」と呼び、特にパリの慣習法が重視される傾向が生じた。同時期に人文主義法学が発展し、フランスの法曹によって慣習法の研究が進むと共に註解学派に対する批判が生じ、ゲルマン法ともローマ法とも異なるフランス固有の法原理を確立しようとする試みがなされた。その結果、フランスでは、神聖ローマ帝国（ドイツ）とは反対にローマ法の影響力は低下していった。
その後、国王は、自らの法律制定権に基づき、1667年に「民事訴訟王令」(Ordonnance civile touchant la re´formation de la justice)、1670年に「刑事訴訟法令」(Ordonnance criminelle)という二つの手続法を制定し、また、1673年には「サヴァリ法典」と呼ばれる商事実体法である陸上商事王令を制定した。このことが後の近代法の整備に繋がっていく。
1679年、法学教育においてフランス語を公式に採用したサン＝ジェルマン＝アン＝レーの勅令が発布され、フランス王国内の大学では、フランス法を教える学部と「フランス法教授」を必ず置くものとした。これにより、フランス語による法教育を受けた法曹の手によって一般のフランス人にもわかりやすい法律を制定することができる準備が整った。
以上のような絶対主義の確立に伴いフランス法は独自の発展を遂げたのであるが、国王の絶対主義の政治思想及び重商主義政策は、一部の大商人等の特権階級を利するだけで、個人の自由な商業活動を阻害するものであった。啓蒙時代を迎えると、絶対主義、重商主義に対する批判が強まり、シャルル・ド・モンテスキューの著作、特にペルシア人の手紙と法の精神は、精神状態が変化している現実と上流階級が特権に満ちている状況との間の食い違いを示し、ジャン＝ジャック・ルソーは苦心の末主権概念と社会契約説を結びつけて人民主権の理論を産み出した。このことがフランス革命の一因となった。

### 中間法時代
古法と近代法の間にあるのが「中間法」であり、1789年の革命勃発から1804年の民法典制定までとされている。
エマニュエル＝ジョゼフ・シエイエスは第三身分の権利について思索して（「第三身分とは何か」 (qu'est-ce que le tiers état) ）社会学の用語を発明し、市民権の諸概念を考察し、憲法裁判によって法律の憲法適合性を確認する機関を提案したが、これは共和暦3年憲法（1795年）でも議論がなされた。
テルミドール反動の後、法制改革は停滞したが、それも民法典というジャン＝ジャック・レジ・ド・カンバセレスの3つの法案（1793年、1794年、1796年）が登場したことで再び動き始めた。シェイエスやナポレオン・ボナパルトによるブリュメール18日のクーデターがあったために、この法案は1800年から1804年の間に成立してフランス民法典になり、カンバセレスが起草したところがほとんどそのまま法律となった。

### 近代法時代
民法典制定の後、短期間の間に、民法典の他、商法典、民事訴訟法典、刑法典、治罪法典のいわゆる「ナポレオン諸法典」(codes napoléoniens)が制定されたが、これらは、自然法論に基づく近代法の先駆けとなり、日本の民法を含め、各国の法律のモデルとなった。上述したように、フランスでは、すでに全国の慣習を徹底的に調査し、法典を編纂していた歴史があったため、これらの制定法は、フランスの伝統ある慣習の中から自然法を理性の従うところによって発見し、これを写し取って実定法の形にしたものとされ、高度に抽象的かつ理論的な体系を有する点に特徴があった。のみならず、ルソーの人民主権論においては、制定法は主権者である国民の一般意思の表明とされ、上述した旧体制のシンボルともいうべき高等法院への不信から、議会の優位・制定法万能主義に結びつき、英米法と異なり、判例の法源性は否定されるに至った。同様の見地から、判例の拘束力も事実上のものにすぎないとされている。その後、ナポレオン5法典は、若干の修正を受けているものの、フランスの憲法と異なり、フランス国民の慣習、常識に従ったものとして現在に付け継がれる法典となっている。
20世紀には、法を超越的な権威から解放し、理論化する必要性が認識されるようになった。ハンス・ケルゼンによる純粋法学の理論はフランス法に規範階層という考え方を導入し、フランス法という言葉は実定法を意味するようになった。その後は、法は非常に技術的なものとなり、法典の数も非常に多くなって、2006年12月には61本に達した。
第二次世界大戦後は、立憲主義が発展したことにより、憲法には他の法形式（憲法附属法、欧州指令の国内適用法令、法典、命令、など）より高い地位が与えられている。
その他にも、消費法典や環境法典など、これまでになかった法典が制定されている。

## フランス法の体系
「フランス法」という概念が文献に最初に登場したのは16世紀のことで、当時のフランス法の概念は、教会法やローマ法を含まず、王令、慣習法、パリ高等法院の判例などフランスの領土内で適用される法を指していた。このように、フランス法の概念の定義を地理的観点からみると、植民地に住むフランス国民に対してはフランス法の適用ができないという不都合が生じる。観念的観点からみると、フランス第一帝政期に法典化され、整理して発布された法ということになるが、これでは慣習法や、特にフリードリヒ・カール・フォン・サヴィニーの影響によりドイツ法を特徴づけたローマ法を定義に取り込めないという不都合が生じる。
今日では、フランス法の概念は、観念的な内容と実質的な内容の両方を取り入れたものになっている。観念的な観点からみると、成文化され法典化された構造の上に成り立つ法制度を指し、ローマ・ゲルマン法の影響を受けた他のヨーロッパ法もコモン・ローの法制度も含まない。実質的な観点からみると、厳密な意味でいえば、フランスの公権力が発布した法規範を指すが、広い意味でいえば、フランス法とはフランスにおいて事実上（正統な立法機関が制定したものではなく、その通用力が慣習や条理に基づくにすぎないものも含めて）適用されている法規範を指す。
フランス法は、講学上、私法 (droit privé) と公法 (droit public) の二つ領域に分けることができ、公法には、憲法 (droit constitutionnel) や行政法 (droit administratif) が含まれる。
私法は、ローマ法の伝統に従い民法 (droit civil) だけでなく、刑法 (droit pénal) も含まれる点で、ドイツ法や日本法と異なっている。
実務用語(フランスの法律家が日々の拠り所として駆使している用語)としては、フランス法には民法、刑法及び行政法の3つの基本的な法領域があるといえる。
欧州委員会の2005年11月の声明は、最近の欧州司法裁判所の決定において承認された権限に基づけば、1ダース程度の欧州連合 (EU) 刑事犯罪法案を創るということは、 欧州連合法（ droit communautaire 、あるいはあまり正確ではないが、 droit européen ともいわれる。）をフランスにおける第4の法領域と考えるべきであるということを意味するのであって、これを単にフランスの民法、刑法及び行政法の内容に影響を与える規範の集合体と考えるべきではない、と述べている。
法令には以下のような種類のものがある。
- 法律（loi）
- オルドナンス（ordonnance；fr:Ordonnance en droit constitutionnel français） - 「立法の領域で行政権が制定することができる命令の一種」[1]「国会の授権による立法」[2]
- デクレ（Décret） - 「共和国大統領および首相が行う一方的な行政行為である命令の総称」[1]「共和国大統領または首相によって署名された、一般的効力を有するまたは個別的効力を有する執行的決定」[3]
- アレテ（arrêté、行政命令） - 「大臣，県知事，コミューンの長およびその他の行政機関の命令，処分および規則の総称」[1]「1もしくは複数の大臣（大臣アレテ、共同大臣アレテ）、または他の行政庁が発する一般的または個別的な効力範囲を持つ執行的決定」[3][1]

## 公法

### 憲法
フランスでは、フランス革命以来1791年憲法を始め、幾多の混乱を経て、1793年憲法、共和暦3年憲法、共和暦8年憲法、フランス共和国憲法が制定されている。

### 行政法
行政法は公権力（この言葉の意味するものは多様である。）と市民や団体との間の関係を規律する。行政法の規定は特に行政法典にあるが、（刑法と同様に、）産業規制当局（そのほとんどが独立行政機関（ fr:autorité administrative indépendante 、略して AAI ）の地位を有する。）の地位と権限を定める条文のように、単行の法律や命令の条文も多い。

#### 公益部門行政法
今日のフランスにおける行政法の中で最も活発な立法が行われているのは、ガス、電気、放送、通信といった産業で競争を認めるにあたってこうした公益事業部門における競争を調節するために導入された法（これらを総称して droit sectoriel という。）である。この分野には多くの弁護士（法廷に立つことが認められた法律家）や企業内法律家（有給で雇用されている。）が関わっている。実際、フランスの法律家のほとんどにとって、行政裁判所の近くに行くというのは、独立行政機関との紛争を抱えたときくらいしかない。

##### 電子通信法の例
おそらく、公益事業法制の分野で最も動きが激しいのは、電信と放送をまとめた領域（これらを総称して電子通信という。）であろう。
電子通信網の設立や運営（例えば、携帯電話網を新設する場合）や電子通信役務の提供（例えば、既存の携帯電話網を利用して、加入者相互間で通信ができるような新たな役務を提供する場合）に適用される規則は、郵便及び電子通信法典 (Code des postes et communications électroniques) に定められている。この分野で規制権限を行使するのは、電子通信及び郵便監督庁（ Autorité de régulation des communications électroniques et des postes 、略して ARCEP ）という名称の独立行政機関である。
電子通信網を通じて配信される番組（例えば、前述の携帯電話網を通じて視聴者の要求どおりの動画を提供する場合）に適用される規則は、1996年の単行法に定められており、これを放送法と呼ぶこともできる。この分野で規制権限を行使するのは、視聴覚最高評議会（ Conseil supérieur de l'audiovisuel 、略して CSA ）という名称の独立行政機関である。
電子通信及び郵便監督庁も視聴覚最高評議会も、基本的には市場参加者間の均衡を重視した決定をしている。こうした決定は、本来的に規制的な（すなわち、その事業部門全体に関わる）もののこともあれば、準司法的な（すなわち、複数の市場参加者間の紛争を解決する）もののこともある。
市場参加者が規制的な決定に異議を申し立てようと思うときは、コンセイユ・デタ（ Conseil d'Etat 、フランスの最高行政裁判所）に直接出訴することができる。これに対して、市場参加者が準司法的な決定に異議を申し立てようと思うときは、控訴裁判所（民事裁判所であって、行政裁判所ではない。）に出訴しなければならない（郵便及び電子通信法典法律の部36条の8第4項参照）。

##### その他の公益事業法
ガス／電力／運輸

### 欧州連合法
伝統的に、欧州共同体法は、それが民事的なものであれ、刑事的なものであれ、行政的なものであれ、いずれにせよ自動的に（規制命令の場合）又は国内立法により（指示の場合）フランスの国内法に変換されるものと考えられてきた。
しかしながら、2005年11月に欧州委員会は声明を発表し、欧州司法裁判所の決定（欧州連合は、環境汚染に対処するための立法に実効性を持たせる必要があるので、その構成国に対して刑事法の新設を要求する権利を有すると判決したもの）に基づき（そういってよいのかは多少争いがある。）、欧州委員会は、アメリカ合衆国で制定されている連邦法にならって、1ダース程度の欧州連合刑事犯罪を創設する意向であると述べた。実際、法務内務委員フランコ・フラッティーニが率いる欧州委員会は、欧州司法裁判所の決定が創り出した原理は、環境汚染に限らず、あらゆる政策について妥当すると主張している。
続いて、2006年5月には、欧州委員会は欧州議会及び欧州閣僚評議会（これらは欧州委員会と共同で決定する権限を有する）に対し、こうした権限を実際に行使することを目的とする指令の第一次草案を公式に提出した。この草案は、模造（例えば、自動車部品、薬品、児童用玩具など）に関するもので、すべての加盟国に対して、草案が「組織的な模造者」と呼んでいる対象者に4年以下の刑務所収容及び30万ユーロ以下の罰金を科すことを求めている。この指令案に対して、欧州議会と欧州閣僚評議会（後者は賛成多数で可決した。）が賛成するのか反対するのかが注目される。

## 私法

### 民法
フランス民法典においては、規定を「人、物、行為」の3種に分けるいわゆるユスティニアヌス法典に由来する法学提要方式(インスティトゥティオネス方式)が採用されている。これは同じ大陸法系でもドイツが採用するパンデクテン方式と対比されるが、もともとは法学初心者向けの講義のためのもので、わかりやすさが特徴であるとされている。
フランスでは、神聖ローマ帝国に対抗する必要から、ローマ法を直接導入することはせず、フランス固有の法を発見するため、フランス全土の慣習法の調査を行ったことは既に述べたとおりであるが、このことがフランス民法典の起草に大きな寄与を果たす。フランス民法典は、日常的なわかりやすい言葉で書かれているだけでなく、フランス国民の慣習すなわち常識に合致した内容になっており、これがフランス国民の実体法遵守の規範精神を育んだとされている。文豪スタンダールは、フランス民法典を文章の範としていたとされ、また、リセと呼ばれるフランスの中・高等学校では、フランス民法典をフランスの偉大な文化遺産であるとして民法の概要を教えているが、これらは上記のような事情に基づくのである。
フランス民法典は、200年に及ぶ長い期間の様々な社会の変動にもかかわらず、以上のような経緯を背景に有する基本法として、大改正はなされていなかったが、判例や特別法による修正は限界がきているとされ、現在債務法の改正が残された課題として検討作業が進んでいる。

### 商法
日本、ドイツと同様に商事に関しては商法典に規定がある。ただし、会社（société commerciale）については会社法に規定されている。

### 民事訴訟法
当事者主義と書面主義と口頭主義の併用が特徴とされている。
後者は、書類を作成する代訴士（avoué）と弁論を行う弁護士（avocat）という職業が併存する二元的な弁護士制度に由来するが、訴訟の遅延を招くなどの批判もあった。
1975年に新民事訴訟法が制定されたが、全編は完成しておらず、未完成の部分については旧民事訴訟法が効力を有するという状態が続いている。

### 刑法
ローマ法の伝統に従い刑法は、ドイツ、日本と異なり私法に分類されている。
1810年にフランス刑法典は成立した。ベッカリーアなど個人主義的な刑法理論を受けて、罪刑法定主義、罪刑の均衡の原則、刑罰の一身専属性、残虐な刑罰の禁止（憲法等に違反するもの）などの近代的な原則が盛り込まれた内容となっているが、総則は置かれず、一般人にはわかりやすいが、理論的精緻さは欠けるものであった。各条項で、身体犯（殺人、傷害、強姦など）や財産犯（窃盗、強盗、恐喝など）、その他の法益に対する罪を規定し、その中で正当防衛など関係する規定を配置した。また、刑法典に含まれない多くの特別刑法犯が規定されている（麻薬密輸など）。犯罪を重罪、軽罪、違警罪に区別し、裁判所の管轄や手続を異なるものとしている点に特徴がある。ギュスターヴ・エミール・ボアソナードによって日本の刑法にも大きな影響を与えた。
1992年にフランス新刑法典が制定され、より一層人道的な内容のものとなった。

### 刑事訴訟法
予審、付帯私訴、重罪における特別の手続が治罪法からの基本的特徴となっており、伝統的には、予審における糾問主義、公判における職権主義を基本としてきたが、英米法の弾劾主義、当事者主義の影響を受けた改正がなされ、重罪では参審制が実現している。